# Antoszew

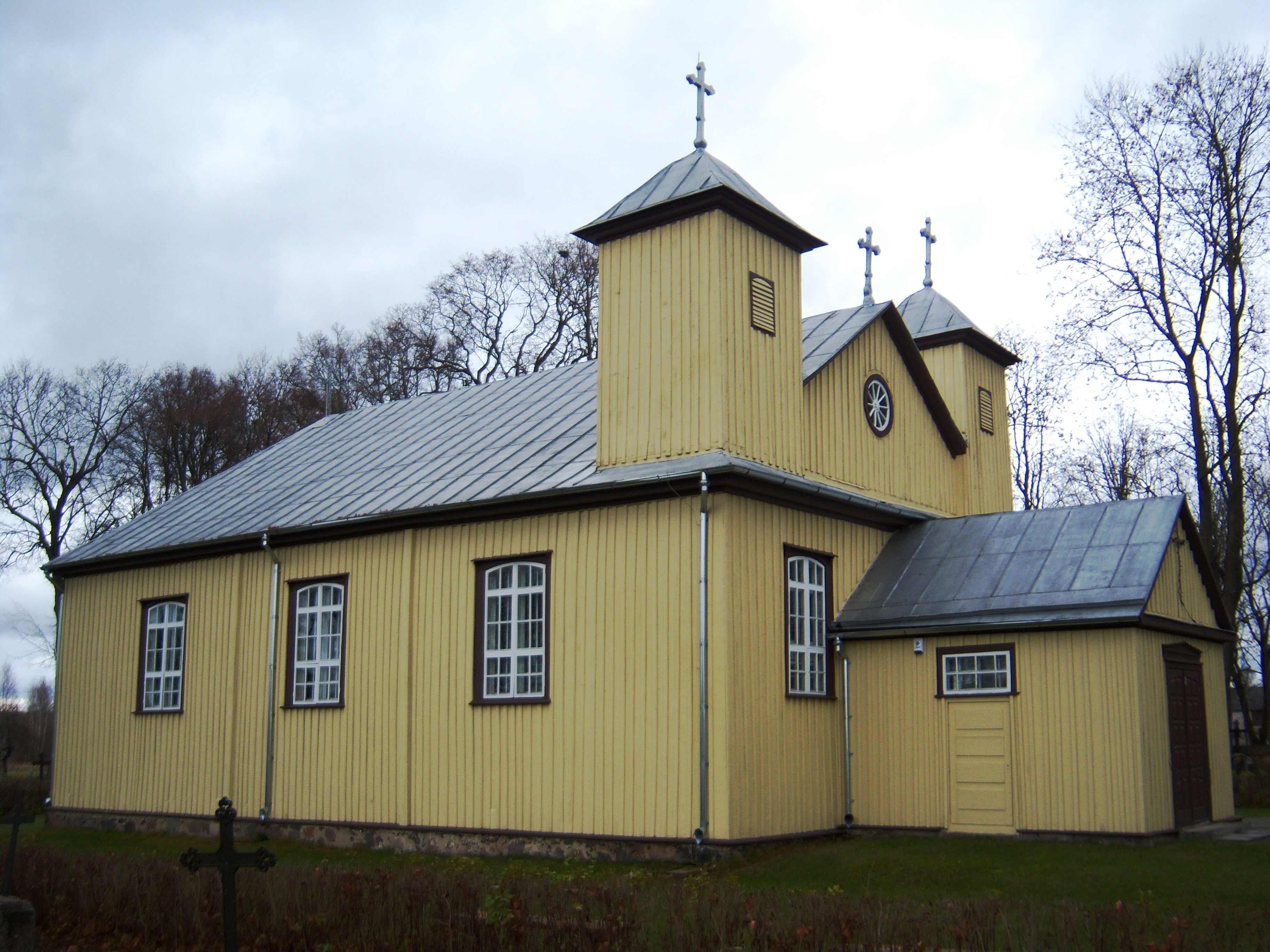
Kościół p. w. św. Jacka, fundowany przez Antoszewskich

Antoszew (lit. Antašava) – miasteczko na Litwie, położone w okręgu poniewieskim, w rejonie kupiszeckim, nad Piwesą. Liczy 271 mieszkańców (2001).